# Rubén Isidro Alonso
Rubén Isidro Alonso, S.D.B., conocido como Padre Cacho (Montevideo, 15 de mayo de 1929-Ib., 4 de setiembre de 1992), fue un sacerdote católico que decidió buscar a Dios entre los más pobres.
En 1978 decidió ir a vivir a un cantegril (donde actualmente se ubica el barrio Plácido Ellauri), tras haber renunciado a su congregación. Desarrolló una obra empeñada en obtener vida y vivienda digna, así como trabajo estable para los clasificadores de desechos que allí viven. Es recordado como «el cura de los cantegriles».

## Biografía
Nació en el barrio Villa Dolores de Montevideo; fue el tercero de seis hermanos. Ingresó a los doce años al Seminario Salesiano de Manga; más tarde vivió en Argentina, donde cursó sus estudios de teología y en 1959 fue ordenado sacerdote, dentro de la congregación salesiana. 
Siempre se orientó a los jóvenes y los pobres ejerciendo su sacerdocio en Rivera, Paysandú y Montevideo. En la Diócesis de Salto fue el primer asesor de la pastoral juvenil. No obstante, fue en el departamento de Rivera donde realizó su primera experiencia de presencia en los barrios, en la periferia de la capital del mismo nombre, limítrofe con Brasil, en una pequeña comunidad con otros dos salesianos.
No encontrando eco en su congregación para continuar esa vida de inserción entre los pobres, a partir de una invitación del arzobispo de Montevideo Carlos Parteli, en 1978 aceptó trasladarse a Montevideo e instalarse en la Parroquia de los Sagrados Corazones, en la zona de Aparicio Saravia, una de las más carenciadas de la ciudad. Trabajó en comunión íntima con los vecinos de esos barrios, al punto que, al final de ese año, decide mudarse a un rancho de lata y madera en el barrio Plácido Ellauri, similar a los de la mayoría de sus pobladores. Trabajó en la organización de hogares de acogida y cooperativas de vivienda, además de participar en las movilizaciones por la dignidad del trabajo de los clasificadores de residuos. La Cooperativa de Vivienda para Jóvenes y el Movimiento pro Vida Decorosa son concreciones de esa época. 

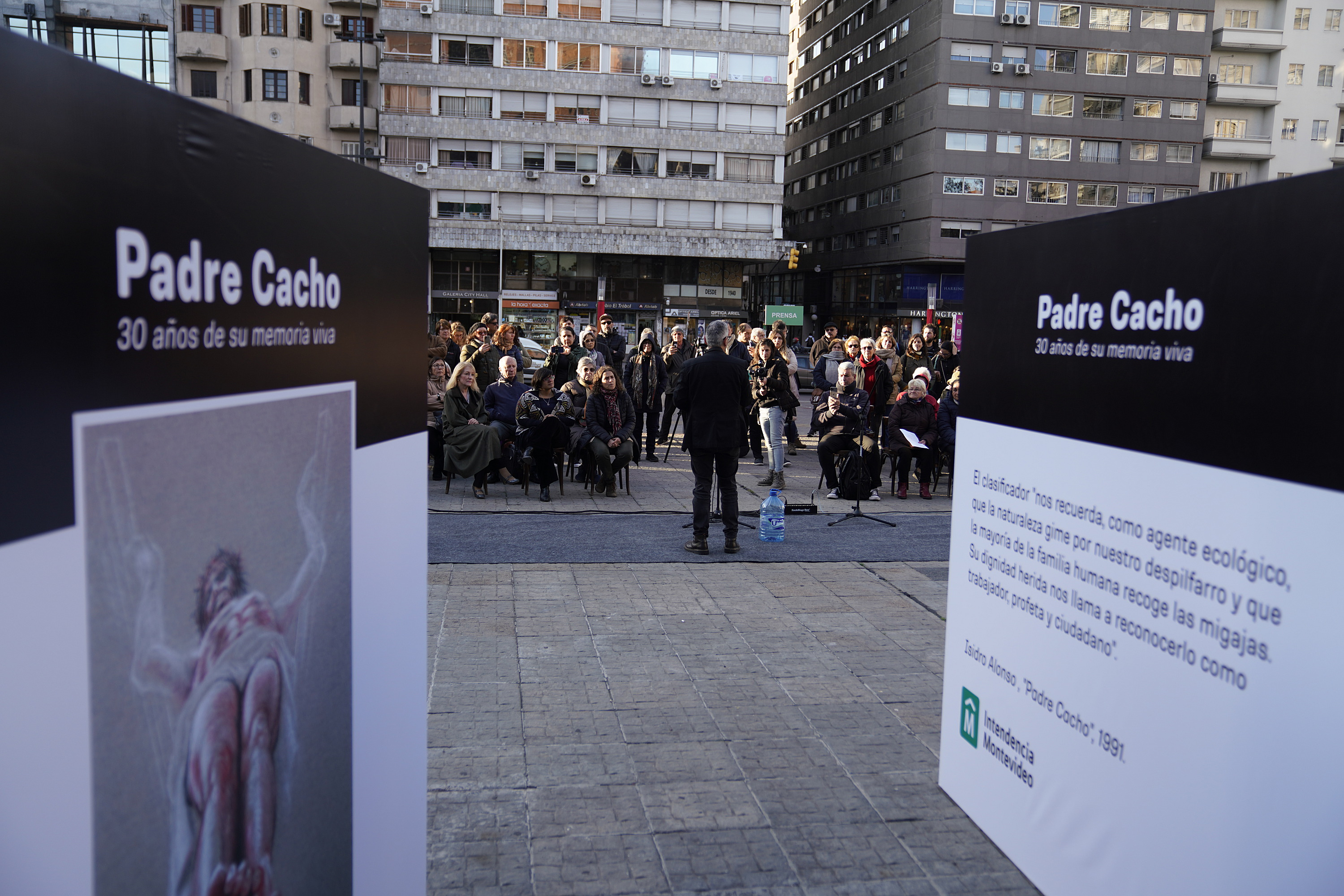
Acto inauguración de muestra itinerante sobre el Padre Cacho a 30 años de su fallecimiento

Pronto la obra trascendería su barrio para ayudar a organizar comunidades en La Palmera, Santa María, Juan Acosta, 2 de febrero, Mausa, San Isidro y San Vicente, entre otros. Víctima del cáncer, sus últimos meses los vivió en el Hogar Sacerdotal dedicado a expresar sus vivencias en escritos, pinturas y charlas con amigos. Murió el 4 de setiembre de 1992 y sus restos fueron transportados por un carrito de clasificadores de desechos hasta el Cementerio del Norte. 
10 años después de su muerte, la urna con sus restos fue llevada en procesión por los clasificadores de residuos por distintos barrios pobres de Montevideo hasta la parroquia de Possolo donde trabajó. Unos días después el parlamento uruguayo le rindió homenaje.
"Cacho, apóstol de nuestros días", es el primer libro bibliográfico, acerca del Padre Cacho, en el año 2010.

## La decisión de buscar a Cristo entre los pobres

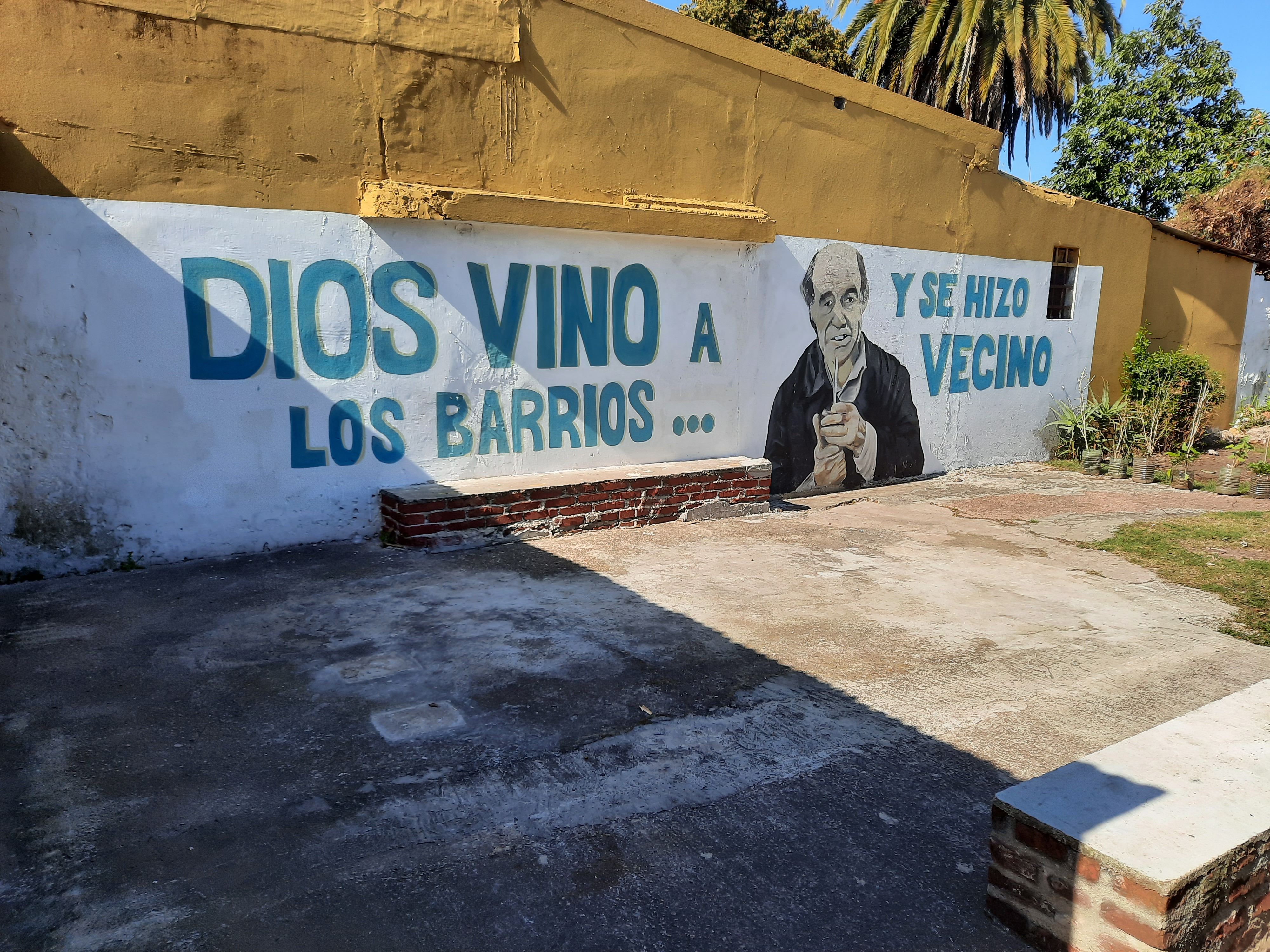
Mural del Padre Cacho en la parroquia de los Sagrados Corazones (Possolo)

La opción del sacerdote quedó documentada en una carta que escribió cuando tomó la decisión de abandonar su parroquia y vivir en las mismas casas precarias de los barrios en las que trabajaba:

Siento la imperiosa necesidad de ir a vivir en un barrio de pobres y hacerlo como lo hacen ellos. No como táctica de infiltración, de camuflaje o demagogia, ni siquiera como gesto profético de nada sino para encontrarlo de nuevo a Él porque se que vive allí, que habla su idioma, que se sienta a su mesa, que participa de sus angustias y esperanzas. Tampoco como un “Padre” despachador de sacramentos sino como alguien que va a hacer junto a ellos una vivencia de fe, un camino compartido. Tal vez pueda decirles en su idioma de dolor y frustración, que allí, en medio de ellos esta Él. El que puede cambiar la muerte en Vida, la negación en Esperanza.

## Pedido de canonización
En septiembre de 2014, el arzobispo de Montevideo Daniel Sturla formuló la petición al Papa Francisco de que se iniciase el proceso de canonización del Padre Cacho.
En febrero de 2017 se informó que el Padre Cacho ha sido declarado Siervo de Dios.